# 大應寺 (瑞浪市)
大應寺（大応寺・だいおうじ）は、岐阜県瑞浪市明世町月吉にある臨済宗妙心寺派の東海門派の寺院。山号は雲松山。

## 歴史
古くは月之宮の別当寺として草庵が創建されたと伝わる。
また慶長年間に再建されたと云われるが詳細は不明である。
慶安4年（1651年）、加茂郡蜂屋村の瑞林寺六世　傳宗の法系で、加茂郡の普門寺の弟子の亀嶽永佛が招かれ、森下の成瀬七良左衛門の書院に小庵を営み、山内庄右衛門の力を借りて、
明暦3年（1657年）3月18日、現在地に再建し再創した。
大應寺創建由緒には「慶安四辛卯年正月五日、月吉に大應寺と申す寺号を聞き候」とある。
文化5年（1808年）に焼失したが、後に仙嶽恵藝によって中興され、教嵒澄訓の代に再中興、教宗祖訓の代に再々中興されて、今日に至っている。

## 境内

### 地蔵菩薩石像
享保9年(1724年)に建立されたもので、墓碑地蔵が5体ある。

### 境内灯篭
享保20年(1735年)に山内儀右衛門道元が寄進したものである。　

### 水鉢
享保20年(1735年)に山内儀右衛門道元が寄進したものである。

### 刻経塔
刻経塔は全高2.6mで、基礎部に「奉建立為菩薩（鉄屋道柱居士、禅岳貞樹大姉）元文二丁巳九月 願主山内氏」とあり、山内儀右衛門道元が、父母の菩提供養のために建立した典型的な塔型の刻経塔である。
塔身には、梵字で金剛界の四仏が刻まれ、その下の長方形の台面四方には、288文字の梵字で六字名号と一切如来心秘密全身舎利宝筺印陀羅尼経が刻まれている。

### 月の塔
全高4m余の月待塔である。石板札には「雲松山大應寺現住祖戒　寛政十戊午年珠日　石工信州住人中谷幸蔵」、塔身には「月」と、露盤部には三尊が彫られている。
棟札には「月天子宝殿建立　施主十方壇家」と記されている。月天子とは二十三夜月待の主尊である宝吉祥菩薩のことである。

### 薬師如来石像
月の塔の前に祀られており、角柱塔の上部に浮彫りされ「薬師如来 安政五午四月」とあり薬壷印の坐像である。

### 宝篋印塔
武田大膳太夫晴信の供養塔と伝わる。

### 納経所碑
山門前の参道にある自然石を使用した石碑で、下方には、西行の「夜昼の さかいはここに 有明の　月吉ひよし 里をならべて」の和歌が刻銘されており、西行の歌碑を兼ねたものである。
正面には「納経所」と大書されており、このことから納経した場所の上に建てた塔ではなく、大應寺を納経所であることを示す碑であるとも考えられる。
建立年月は刻まれていないが、慶応3年(1867年)に山内儀右衛門道之によって寄進されたものである。

## 関連リンク
- 大應寺　瑞浪市観光協会
- 月の宮 (瑞浪市)　本寺院の南方にあって「月のおさがり」をご神体としている。